# Яровенко, Евгений Викторович
Евгений Викторович Яровенко (укр. Євген Вікторович Яровенко; род. 17 августа 1962, Каратау, Джамбулская область) — советский, украинский и казахстанский футболист (защитник) и тренер. Заслуженный мастер спорта СССР (29.03.1989).

## Карьера

### Клубная
В детстве получил тяжелую травму правой ноги, из-за которой долго лечился. Когда восстанавливался, не мог полноценно задействовать правую и давал основные нагрузки на левую ногу. Когда выздоровел, оказалось, что левой ногой играет лучше, чем правой. Это в итоге и предопределило его место на поле — слева в защите. В 1979 году был приглашён в местную команду «Фосфорит», где стал играть левым полузащитником. В 1980 году был приглашён на просмотр в джамбульский «Химик», но команде не подошёл. Отыграв в Каратау ещё год, в 1981 году перешёл в «Химик», где провёл 3 сезона в низших лигах. В 1983 году перешёл в алматинский «Кайрат». Дебютировал в матче против киевского «Динамо». В 1986 году стал капитаном команды. В сезоне-87 «Кайрат» занял седьмое место в чемпионате СССР, а Яровенко в списках «33-х лучших» был поставлен на 1-е место. Валерий Лобановский предложил ему перейти в киевское «Динамо». Поразмыслив, Яровенко отказал тренеру сборной. Позже признавался, что не хотел быть близко к Чернобыльской аварии.
В 1989 году перешёл в днепропетровский «Днепр», в составе которого в 1989 году выиграл Кубок СССР и серебряные медали чемпионата. Во втором круге чемпионата-1991 перешёл в волгоградский «Ротор», к Леониду Колтуну. Вместе с клубом занял 1-е место в 1-й лиге. В 1992 принял приглашение финского «Конту». Был основным игроком клуба. Однако, поскольку команда не смогла подняться лигой выше, через год покинул команду. В 1993 провел несколько игр за «Днепр», но вскоре по рекомендации Ивана Вишневского уехал в Турцию и заключил двухгодичный контракт с «Сарыерспором». В 1994 получил тяжелую травму, уехал лечиться на Украину. В 1995 играл в клубе «Торпедо» (Волжский). Чуть позже, по протекции Чередника, перешёл в «Кривбасс». Карьеру игрока закончил в 1996 году в запорожском «Металлурге».

### Стиль игры
Техничный, быстрый, смелый, часто и с пользой для команды подключался к атакам, хорошо действовал в подыгрыше партнёрам. Стабильности его выступлений мешали многочисленные травмы.—  Энциклопедия «Российский футбол за 100 лет». Октябрь 1997 года.

### В сборной
В олимпийской сборной СССР был на ведущих ролях — сыграл во всех отборочных матчах к Олимпиаде-88. В финальной же стадии турнира выходил по очереди с Алексеем Чередником. Играл в финальном матче против сборной Бразилии, опекал Ромарио. За основную сборную провёл 2 матча. Попасть на Евро-88 помешала травма — в мае 1988 года был вырезан аппендицит.

### Тренерская
В 1996 году Александр Лысенко пригласил его в тренерский штаб «Кривбасса». После прихода в клуб Олега Тарана проработал ещё полсезона и переехал вторым тренером в Торпедо (Запорожье). В конце сезона 1998/99 работал главным тренером команды. «Торпедо» заняло первое место и на следующий сезон должно было играть в высшей лиге, но команда вскоре развалилась. С 1999 года начал работать в «Днепре» помощником Леонида Колтуна, затем — Николая Федоренко. С 2002 года — тренер в «Шахтёр-2» и «Шахтёр-3». Ушел из донецкого клуба по собственному желанию в 2005 году, не видя дальнейших перспектив работы в клубе.
С 2006 года — главный тренер казахского клуба «Есиль-Богатырь». В 2007 году недолгое время был главным тренером молодёжной сборной Казахстана. В период с 2011 по конец 2013 тренировал Ахтырский «Нефтяник-Укрнефть». В 2014—2015 году тренировал в родном Джамбуле клуб «Тараз».

## Личная жизнь
Отец — водитель, мать — продавщица. Жена Светлана, учились вместе в алма-атинском институте физкультуры. Женат с 1986 года. Дети — сын Александр (19.12.1987, профессиональный футболист, дочь Екатерина (чемпионка Европы по художественной гимнастике в групповых упражнениях).
Состоял в ВЛКСМ.

## Достижения
- Чемпион Олимпийских игр 1988.
- Обладатель Кубка СССР 1989.
- Назван в списках 33-х лучших под первым номером в 1987 году.
- Обладатель Юбилейной награды УЕФА как самый выдающийся футболист Казахстана за последние 50 лет (1954—2003).